# Go Ahead Punk... Make My Day
Go Ahead Punk... Make My Day е компилация от 1996 г., която излиза от звукозаписната компания Нитро Рекърдс. Заглавието е препратка към Мръсният Хари с неговата реплика „Давай, Направи Ми Деня“. Само пет групи участват в тази компилация, като всяка група е представена два пъти.

## Песни
1. God's Kingdom – Guttermouth 2:29
2. Marry Me – The Vandals 2:17
3. He Who Laghs Last – AFI 1:51
4. Tearing Down The World – Jughead's Revenge 1:55
5. Hey Joe – Офспринг 2:38
6. Let The Bad Times Roll – The Vandals 1:49
7. People's Pal – Jughead's Revenge 2:21
8. Derek – Guttermouth 2:10
9. Wake Up Call – AFI 1:43
10. Beheaded – Офспринг 2:52

## Песни от албуми
- God's Kingdom От Teri Yakimoto
- Marry Me От The Quickening
- He Who Laughs Last И Wake Up Call От Very Proud Of Ya
- Tearing Down The World И People's Pal От Image Is Everything
- Hey Joe От Baghdad
- Let The Bad Times Roll От Live Fast, Diarrhea
- Derek От Friendly People
- Beheaded От The Offspring